# Lijst van voetbalinterlands Honduras - Nicaragua
Deze lijst van voetbalinterlands is een overzicht van alle officiële voetbalwedstrijden tussen de nationale teams van Honduras en Nicaragua. De Midden-Amerikaanse buurlanden speelden tot op heden twintig keer tegen elkaar. De eerste ontmoeting, een wedstrijd tijdens het CCCF-kampioenschap 1946, werd gespeeld in San José (Costa Rica) op 13 maart 1946. Het laatste duel, een vriendschappelijke wedstrijd, vond plaats op 10 oktober 2020 in Comayagua.

## Wedstrijden
| №  | Plaats         | Datum             | Competitie                               | Wedstrijd            | Uitslag |
| -- | -------------- | ----------------- | ---------------------------------------- | -------------------- | ------- |
| 1  | San José       | 13 maart 1946     | CCCF-kampioenschap 1946                  | Honduras – Nicaragua | 10 – 0  |
| 2  | San José       | 8 maart 1953      | CCCF-kampioenschap 1953                  | Honduras – Nicaragua | 2 – 1   |
| 3  | San José       | 13 maart 1961     | CCCF-kampioenschap 1961                  | Nicaragua – Honduras | 0 – 6   |
| 4  | San Salvador   | 25 maart 1963     | CONCACAF-kampioenschap 1963              | Honduras – Nicaragua | 1 – 0   |
| 5  | San Salvador   | 12 maart 1965     | CONCACAF-kampioenschap 1965 kwalificatie | Nicaragua – Honduras | 2 – 0   |
| 6  | Tegucigalpa    | 8 maart 1967      | CONCACAF-kampioenschap 1967              | Honduras – Nicaragua | 1 – 1   |
| 7  | Danlí          | 27 maart 1996     | Vriendschappelijk                        | Honduras – Nicaragua | 1 – 0   |
| 8  | San Pedro Sula | 4 maart 2000      | WK 2002 kwalificatie                     | Honduras – Nicaragua | 3 – 0   |
| 9  | Diriamba       | 16 april 2000     | WK 2002 kwalificatie                     | Nicaragua – Honduras | 0 – 1   |
| 10 | Tegucigalpa    | 25 mei 2001       | UNCAF Nations Cup 2001                   | Nicaragua – Honduras | 2 – 10  |
| 11 | Panama-Stad    | 11 februari 2003  | UNCAF Nations Cup 2003                   | Honduras – Nicaragua | 2 – 0   |
| 12 | Guatemala-Stad | 19 februari 2005  | UNCAF Nations Cup 2005                   | Honduras – Nicaragua | 5 – 1   |
| 13 | San Salvador   | 15 februari 2007  | UNCAF Nations Cup 2007                   | Nicaragua – Honduras | 1 – 9   |
| 14 | Tegucigalpa    | 24 januari 2009   | UNCAF Nations Cup 2009                   | Honduras – Nicaragua | 4 – 1   |
| 15 | Los Angeles    | 13 september 2014 | Copa Centroamericana 2014                | Honduras – Nicaragua | 1 – 0   |
| 16 | Managua        | 27 januari 2016   | Vriendschappelijk                        | Nicaragua – Honduras | 1 – 3   |
| 17 | San Pedro Sula | 24 augustus 2016  | Vriendschappelijk                        | Honduras – Nicaragua | 1 – 0   |
| 18 | Panama-Stad    | 13 januari 2017   | Copa Centroamericana 2017                | Honduras – Nicaragua | 2 – 1   |
| 19 | San Pedro Sula | 16 maart 2017     | Vriendschappelijk                        | Honduras – Nicaragua | 2 – 0   |
| 20 | Comayagua      | 10 oktober 2020   | Vriendschappelijk                        | Honduras − Nicaragua | 1 − 1   |
| 21 | Tegucigalpa    | 9 september 2025  | WK 2026 kwalificatie                     | Honduras − Nicaragua |         |

## Samenvatting
| Competitie                     | Totaal gespeeld | Winst Honduras | Gelijk | Winst Nicaragua | Doelsaldo Honduras – Nicaragua |
| ------------------------------ | --------------- | -------------- | ------ | --------------- | ------------------------------ |
| WK-kwalificatie                | 2               | 2              | 0      | 0               | 4 − 0                          |
| CONCACAF Gold Cup              | 5               | 4              | 1      | 0               | 20 − 2                         |
| CONCACAF Gold Cup-kwalificatie | 1               | 0              | 0      | 1               | 0 − 2                          |
| Copa Centroamericana           | 7               | 7              | 0      | 0               | 33 − 6                         |
| Vriendschappelijk              | 5               | 4              | 1      | 0               | 8 − 2                          |
| Totaal                         | 20              | 17             | 2      | 1               | 65 − 12                        |

Hondurese voetbalbond · A-internationals · Selecties · Bondscoaches · Hondurees vrouwenelftal · Olympisch elftal · Honduras U21 · Honduras U19 · Honduras U17
1920 – 1959 ·
1960 – 1969 ·
1970 – 1979 ·
1980 – 1989 ·
1990 – 1999 ·
2000 – 2009 ·
2010 – 2019 ·
2020 − 2029
CGC 2021
CA 2001
WK 1982 · 
WK 2010 · 
WK 2014
OS 2000 · 
OS 2008 · 
OS 2012 ·
OS 2016 ·
OS 2020
1921 · 
1922–1929 · 
1930 · 
1931–1934 · 
1935 · 
1936–1945 · 
1946 · 
1947–1949 · 
1950 · 
1951–1952 · 
1953 · 
1954 · 
1955 · 
1956 · 
1957 · 
1958–1959 · 
1960 · 
1961 · 
1962 · 
1963 · 
1964 · 
1965 · 
1966 · 
1967 · 
1968 · 
1969 · 
1970 · 
1971 · 
1972 · 
1973 · 
1974 · 
1975 · 
1976 · 
1977 · 
1978 · 
1979 · 
1980 · 
1981 · 
1982 · 
1983 · 
1984 · 
1985 · 
1986 · 
1987 · 
1988 · 
1989–1990 · 
1991 · 
1992 · 
1993 · 
1994 · 
1995 · 
1996 · 
1997 · 
1998 · 
1999 · 
2000 · 
2001 · 
2002 · 
2003 · 
2004 · 
2005 · 
2006 · 
2007 · 
2008 · 
2009 · 
2010 · 
2011 · 
2012 · 
2013 · 
2014 · 
2015 · 
2016 ·
2017 ·
2018 ·
2019 ·
2020 ·
2021 ·
2022 ·
2023 ·
2024 ·
2025
Antigua en Barbuda ·
Argentinië ·
Australië ·
Azerbeidzjan ·
Belize ·
Bermuda ·
Bolivia ·
Brazilië ·
Canada ·
Chili ·
China ·
Colombia ·
Costa Rica ·
Cuba ·
Curaçao ·
Denemarken ·
Ecuador ·
El Salvador ·
Engeland ·
Finland ·
Frankrijk ·
Grenada ·
Griekenland ·
Guatemala ·
Haïti ·
IJsland ·
Israël ·
Jamaica ·
Japan ·
Joegoslavië ·
Kaaimaneilanden ·
Letland · 
Mexico ·
Nederlandse Antillen ·
Nicaragua ·
Nieuw-Zeeland ·
Noord-Ierland · 
Noorwegen ·
Panama ·
Paraguay ·
Peru ·
Puerto Rico ·
Qatar ·
Roemenië ·
Saint Vincent en de Grenadines ·
Saoedi-Arabië ·
Servië ·
Slovenië ·
Spanje ·
Suriname ·
Trinidad en Tobago ·
Turkije ·
Uruguay ·
Venezuela ·
Verenigde Arabische Emiraten ·
Verenigde Staten ·
Wit-Rusland ·
Zambia ·
Zuid-Afrika ·
Zuid-Korea ·
Zwitserland
Chili (2010) ·
Ecuador (2014) ·
Frankrijk (2014) ·
Spanje (2010) ·
Zwitserland (2010) · 
Zwitserland (2014)
FNF · 
A-internationals · 
Nicaraguaans vrouwenelftal
Anguilla ·
Argentinië ·
Bahama's ·
Barbados ·
Belize ·
Bermuda ·
Bolivia ·
Colombia ·
Costa Rica ·
Cuba ·
Curaçao ·
Dominica ·
Dominicaanse Republiek ·
El Salvador ·
Ghana ·
Guatemala ·
Guyana ·
Haïti ·
Honduras ·
Iran ·
Jamaica ·
Kaaimaneilanden ·
Mexico ·
Montserrat ·
Nederlandse Antillen ·
Panama ·
Paraguay ·
Peru ·
Puerto Rico ·
Saint Kitts en Nevis ·
Saint Vincent en de Grenadines ·
Suriname ·
Trinidad en Tobago ·
Turks- en Caicoseilanden ·
Uruguay ·
Venezuela ·
Verenigde Staten